# Wereldkampioenschappen atletiek 2019/110 m horden mannen
De 110 meter horden voor mannen op de wereldkampioenschappen atletiek 2019 werd gehouden op 30 (heats) september en 2 (halve finales en finale) oktober. De uittredend kampioen was de Jamaicaanse atleet Omar McLeod. Hij werd in de finale gediskwalificeerd, en zijn opvolger werd de Amerikaan Grant Holloway.

## Records
De volgende nationale records werden tijdens dit wereldkampioenschap gevestigd.
| Naam         | Land        | Tijd  |
| ------------ | ----------- | ----- |
| Jason Joseph | Zwitserland | 13,39 |

## Uitslagen

### Legenda
- Q: Gekwalificeerd voor volgende ronde op basis van finishresultaat.
- q: Gekwalificeerd voor volgende ronde op basis van eindtijd.
- NR: Nationaal record
- SR: Beste seizoenstijd voor atleet
- PR: Persoonlijk record
- CR: Kampioenschapsrecord
- WR: Wereldrecord

### Heats[1]

#### Kwalificatie
- Vanuit elke heat gaan de vier snelste atleten automatisch door naar de halve finales.
- Verder gaan de 4 snelste atleten, die zich nog niet hebben gekwalificeerd, door naar de volgende ronde.

#### Heat 1
| Rang           | Naam                | Land | Reactietijd | Tijd  | Opmerking |
| -------------- | ------------------- | ---- | ----------- | ----- | --------- |
| 1              | Omar McLeod         | JAM  | 0,132       | 13,17 | Q         |
| 2              | Milan Trajkovic     | CYP  | 0,148       | 13,37 | Q,SR      |
| 3              | Antonio Alkana      | RSA  | 0,126       | 13,41 | Q         |
| 4              | Devon Allen         | USA  | 0,125       | 13,46 | Q         |
| 5              | Hassane Fofana      | ITA  | 0,158       | 13,49 | q         |
| 6              | Nicholas Hough      | AUS  | 0,144       | 13,60 | q         |
| 7              | Vitali Parokhonka   | BLR  | 0,157       | 13,65 |           |
|                | Gabriel Constantino | BRA  | 0,149       | DSQ   | DSQ       |
| Wind: +0,2 m/s |                     |      |             |       |           |

#### Heat 2
| Rang           | Naam                    | Land | Reactietijd | Tijd  | Opmerking |
| -------------- | ----------------------- | ---- | ----------- | ----- | --------- |
| 1              | Grant Holloway          | USA  | 0,160       | 13,22 | Q         |
| 2              | Shunya Takayama         | JPN  | 0,146       | 13,32 | Q         |
| 3              | Konstantinos Douvalidis | GRE  | 0,142       | 13,43 | Q,SR      |
| 4              | Yaqoub Mohamed Al Youha | KUW  | 0,145       | 13,43 | Q         |
| 5              | Orlando Bennett         | JAM  | 0,139       | 13,50 | q         |
| 6              | Dimitri Bascou          | FRA  | 0,142       | 13,53 | q         |
| 7              | Xaysa Anousone          | LAO  | 0,149       | 14,54 |           |
| 8              | Fadane Hamadi           | COM  | 0,166       | 14,79 |           |
| 9              | Damian Czykier          | POL  | DNS         | DNS   | DNS       |
| Wind: +0,4 m/s |                         |      |             |       |           |

#### Heat 3
| Rang           | Naam                    | Land | Reactietijd | Tijd  | Opmerking |
| -------------- | ----------------------- | ---- | ----------- | ----- | --------- |
| 1              | Pascal Martinot-Lagarde | FRA  | 0,160       | 13,45 | Q         |
| 2              | Andrew Pozzi            | GBR  | 0,160       | 13,53 | Q         |
| 3              | Andrew Riley            | JAM  | 0,157       | 13,67 | Q         |
| 4              | Yohan Chaverra          | COL  | 0,159       | 13,76 | Q         |
| 5              | Ruan De Vries           | RSA  | 0,150       | 14,07 |           |
|                | Jeffrey Julmis          | HAI  | -0,210      | DSQ   | DSQ       |
|                | Daniel Roberts          | USA  | 0,186       | DSQ   | DSQ       |
|                | Shunsuke Izumiya        | JPN  | DNS         | DNS   | DNS       |
| Wind: -0,4 m/s |                         |      |             |       |           |

#### Heat 4
| Rang           | Naam              | Land | Reactietijd | Tijd  | Opmerking |
| -------------- | ----------------- | ---- | ----------- | ----- | --------- |
| 1              | Sergey Shubenkov  | RUS  | 0,138       | 13,27 | Q         |
| 2              | Wenjun Xie        | CHN  | 0,156       | 13,38 | Q         |
| 3              | Jason Joseph      | SUI  | 0,183       | 13,39 | Q,NR      |
| 4              | Shane Brathwaite  | BAR  | 0,156       | 13,51 | Q         |
| 5              | Valdó Szűcs       | HUN  | 0,142       | 13,60 |           |
| 6              | Elmo Lakka        | FIN  | 0,156       | 13,73 |           |
| 7              | Taio Kanai        | JPN  | 0,125       | 13,74 |           |
| 8              | Eduardo Rodrigues | BRA  | 0,165       | 13,92 |           |
| Wind: +0,5 m/s |                   |      |             |       |           |

#### Heat 5
| Rang           | Naam                 | Land | Reactietijd | Tijd  | Opmerking |
| -------------- | -------------------- | ---- | ----------- | ----- | --------- |
| 1              | Orlando Ortega       | ESP  | 0,140       | 13,15 | Q         |
| 2              | Ronald Levy          | JAM  | 0,156       | 13,48 | Q         |
| 3              | Kuei-Ru Chen         | TPE  | 0,190       | 13,57 | Q         |
| 4              | Wilhem Belocian      | FRA  | 0,179       | 13,67 | Q         |
| 5              | Jianhang Zeng        | CHN  | 0,219       | 13,68 |           |
| 6              | Lorenzo Perini       | ITA  | 0,214       | 13,70 |           |
| 7              | Louis François Mendy | SEN  | 0,203       | 13,75 |           |
| 8              | Roger Iribarne       | CUB  | 0,161       | 14,37 |           |
| Wind: -0,5 m/s |                      |      |             |       |           |

### Halve finales[5]

#### Kwalificatie
- Vanuit elke halve finale gaan de twee snelste atleten automatisch door naar de finale.
- Verder gaan de 2 snelste atleten, die zich nog niet hebben gekwalificeerd, door naar de finale.

#### Halve finale 1
| Rang           | Naam                    | Land | Reactietijd | Tijd  | Opmerking |
| -------------- | ----------------------- | ---- | ----------- | ----- | --------- |
| 1              | Grant Holloway          | USA  | 0,166       | 13,10 | Q         |
| 2              | Sergey Shubenkov        | RUS  | 0,129       | 13,18 | Q         |
| 3              | Dimitri Bascou          | FRA  | 0,152       | 13,48 |           |
| 4              | Yaqoub Mohamed Al Youha | KUW  | 0,154       | 13,57 |           |
| 5              | Andrew Pozzi            | GBR  | 0,123       | 13,60 |           |
| 6              | Orlando Bennett         | JAM  | 0,162       | 13,60 |           |
| 7              | Shane Brathwaite        | BAR  | 0,169       | 14,29 | q         |
|                | Ronald Levy             | JAM  | 0,163       | DSQ   | DSQ       |
| Wind: +1,1 m/s |                         |      |             |       |           |

#### Halve finale 2
| Rang           | Naam                    | Land | Reactietijd | Tijd  | Opmerking |
| -------------- | ----------------------- | ---- | ----------- | ----- | --------- |
| 1              | Omar McLeod             | JAM  | 0,141       | 13,08 | Q         |
| 2              | Pascal Martinot-Lagarde | FRA  | 0,163       | 13,12 | Q,SR      |
| 3              | Wenjun Xie              | CHN  | 0,137       | 13,22 | q         |
| 4              | Devon Allen             | USA  | 0,119       | 13,36 | q         |
| 5              | Kuei-Ru Chen            | TPE  | 0,132       | 13,52 |           |
| 6              | Hassane Fofana          | ITA  | 0,155       | 13,52 |           |
| 7              | Jason Joseph            | SUI  | 0,158       | 13,53 |           |
| 8              | Yohan Chaverra          | COL  | 0,164       | 13,76 |           |
| Wind: +0,9 m/s |                         |      |             |       |           |

#### Halve finale 3
| Rang           | Naam                   | Land | Reactietijd | Tijd  | Opmerking |
| -------------- | ---------------------- | ---- | ----------- | ----- | --------- |
| 1              | Orlando Ortega         | ESP  | 0,131       | 13,16 | Q         |
| 2              | Milan Trajkovic        | CYP  | 0,162       | 13,29 | Q,SR      |
| 3              | Antonio Alkana         | RSA  | 0,123       | 13,47 |           |
| 4              | Kostantinos Douvalidis | GRE  | 0,198       | 13,54 |           |
| 5              | Andrew Riley           | JAM  | 0,136       | 13,57 |           |
| 6              | Shunya Takayama        | JPN  | 0,144       | 13,58 |           |
| 7              | Wilhem Belocian        | FRA  | 0,133       | 13,60 |           |
| 8              | Nicholas Hough         | AUS  | 0,176       | 13,61 |           |
| Wind: +0,6 m/s |                        |      |             |       |           |

### Finale[6]
| Rang           | Naam                    | Land | Reactietijd | Tijd  | Opmerking |
| -------------- | ----------------------- | ---- | ----------- | ----- | --------- |
| Goud           | Grant Holloway          | USA  | 0,158       | 13,10 |           |
| Zilver         | Sergey Shubenkov        | RUS  | 0,150       | 13,15 |           |
| Brons          | Pascal Martinot-Lagarde | FRA  | 0,161       | 13,18 |           |
| Brons          | Orlando Ortega          | ESP  | 0,130       | 13,30 | [ 7 ]     |
| 5              | Wenju Xie               | CHN  | 0,140       | 13,29 |           |
| 6              | Shane Brathwaite        | BAR  | 0,149       | 13,61 |           |
| 7              | Devon Allen             | USA  | 0,124       | 13,70 |           |
| 8              | Milan Trajkovic         | CYP  | 0,150       | 13,87 |           |
|                | Omar McLeod             | JAM  | 0,128       | DSQ   | DSQ       |
| Wind: +0,6 m/s |                         |      |             |       |           |